# KT Bank
Die KT Bank AG ist eine seit dem 16. März 2015 in Deutschland als Einlagenkreditinstitut zugelassene Bank mit Sitz in Frankfurt am Main. Sie ist ein Tochterunternehmen der Kuveyt Türk Katılım Bankası A.Ş. (deutsch „Kuwaitisch-Türkische Beteiligungsbank AG“) mit Sitz in Istanbul.

## Geschäftstätigkeit
Die KT Bank AG bietet Produkte und Dienstleistungen nach den Prinzipien des islamischen Bankwesens an. Dabei wird in Realgüter investiert und es gibt eine Negativliste von Branchen, in welche nicht investiert wird. Hierzu zählen Branchen wie die Tabak- und Waffenindustrie, aber auch die Segmente Alkohol und Pornografie.

## Geschichte
Die KT Bank AG ging aus einer 2004 in Mannheim eröffneten Zweigstelle der Muttergesellschaft, die seit 2010 für die Drittstaateneinlagenvermittlung zugelassen war, hervor.
Die Muttergesellschaft Kuveyt Türk Katılım Bankası gehört mehrheitlich der Bank Kuwait Finance House (KFH) in Kuwait, weitere Beteiligungen halten die staatliche kuwaitische Sozialversicherung PIFSS, die Islamische Entwicklungsbank in Dschidda und die staatliche türkische Stiftungsverwaltung Vakıflar Genel Müdürlüğü (VGM) in Ankara.
Anfang Oktober 2017 hat die KT Bank AG ihr Filialnetz um eine weitere Filiale erweitert. Außerdem sind Filialen in Frankfurt, Berlin, Mannheim, Köln und München vorhanden.
Die KT Bank AG wurde vom Global Finance Magazine als „Best Up-And-Coming Financial Institution in the World 2017“ ausgezeichnet.
Wegen Nichterfüllung von Vorgaben des Kreditwesen- und des Geldwäschesgesetzes sowie der Verletzung von Aufsichts- und Kontrollpflichten wurde gegen die Bank im November 2023 eine Geldbuße verhängt und ein Sonderbeauftragter der Bundesanstalt für Finanzdienstleistungsaufsicht (BaFin) zugeteilt. Im gleichen Zeitraum hatte Welt am Sonntag über eine Beteiligung der Muttergesellschaft an Finanzgeschäften mit der palästinensischen Hamas berichtet.
Im Januar 2025 gab die BaFin bekannt, dass erneut Geldbußen festgesetzt worden sind. Insgesamt wurden 30 Verstöße festgestellt und daraufhin Geldbußen in Höhe von 600.000 € festgesetzt.